# 普佐勒 (多姆山省)
普佐勒（法語：Pouzol，法語發音：[puzɔl]）是法国多姆山省的一个市镇，位于该省北部偏西，属于里永区。

## 地理
普佐勒（46°5'26"N, 2°58'11"E）面积13.93 平方千米，位于法国奥弗涅-罗讷-阿尔卑斯大区多姆山省，该省份为法国中南部省份，北起阿列省接壤，东临卢瓦尔省，南至上盧瓦爾省和康塔爾省，西接科雷兹省和克勒兹省。
与普佐勒接壤的市镇（或旧市镇、城区）包括：马尔西亚、默纳、锡乌勒河畔圣加勒、圣帕尔杜、圣雷米德布洛、塞尔旺。

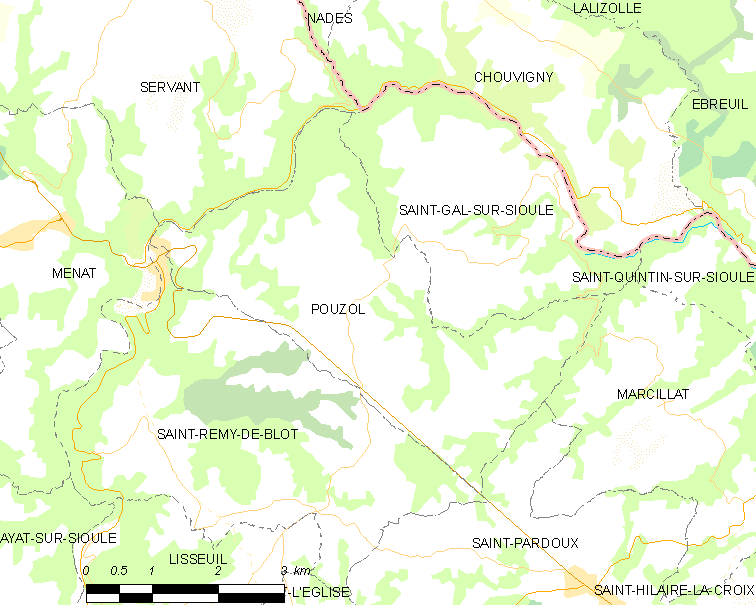
的OSM定位图

普佐勒的时区为UTC+01:00、UTC+02:00（夏令时）。

## 行政
普佐勒的邮政编码为63440，INSEE市镇编码为63286。

## 政治
普佐勒所属的省级选区为圣乔治德蒙斯县。

## 人口

1962-2008年间人口变化图示

普佐勒于2022年1月1日时的人口数量为270人。